# Сашко Туровец
Сашко Туровец (ум. 1664) — кошевой атаман Войска Запорожского Низового в 1663 и 1664 годах.

## Биография
Первые сведения об Александре Туровце (другое прозивще Сацкий) приходятся на 1661 год. Тогда наказной гетман Яким Сомко сообщил в Москву, что в Запорожье в полной готовности и с немалым войском стоит атаман Сацкий.
В 1662 году вместе с Иваном Сирко выступил против деятельности Акима Сомка и Юрия Хмельницкого.
В 1663 году избирается кошевым атаманом. Тогда же возглавил совместное войско запорожцев и калмыков, что нанесли поражение крымскотатарским отрядам, которые вторглись на Правобережную Украину. После этого Туровец разбил передовой отряд ханового наступления, что дошел до Крылова, а потом дал генеральный бой врагам на реке Омельничцы.
После этого поддерживал Ивана Брюховецкого в борьбе с Сомко, способствовал созванную Чёрной рады. В конце года вынужден был уступить власть Ивану Сирко, однако уже в 1664 году опять избирается кошевым атаманом. Весной того же года двинулся на Правобережную Украину против гетмана Павла Тетери на поддержку гетману Брюховецкому, однако попал в осаду в Умани. В конце концов потерпел поражение. Неизвестно, погиб в бою, либо был казнен.